# Lucius Mammius Pollio
Lucius Mammius Pollio war ein römischer Senator des 1. Jahrhunderts n. Chr.
Mammius Pollio, für das Jahr 49 als Konsul designiert, wurde durch große Versprechungen von Agrippina, nachdem sie Kaiser Claudius geheiratet hatte, dazu verleitet, im Senat einen Vorschlag vorzubringen, in dem er bat, Claudius möge seine Tochter Octavia mit Nero verloben. Er wurde am 23. Mai desselben Jahres zusammen mit Quintus Allius Maximus Suffektkonsul.